# 於保村
於保村（おほむら）は静岡県の西部、山名郡・磐田郡に属していた村である。
磐田市南部、おおむね今之浦川下流右岸（大字五十子のみ左岸）にあたる。

## 地理
- 河川：今之浦川

## 歴史
- 1889年（明治22年）4月1日 - 町村制の施行により、山名郡南田村、大原村、塩新田村、下大之郷村、宇兵衛新田、南田伊兵衛新田、浜部村、一色村、太郎馬新田、五十子村、豊田郡清庵新田が合併して山名郡於保村が発足。
- 1896年（明治29年）4月1日 - 郡制の施行により所属郡が磐田郡に変更。
- 1957年（昭和32年）4月1日 - 大字下大之郷・浜部および大原の一部が磐田市、大字五十子・南田・太郎馬新田・一色・塩新田・宇兵衛新田・南田伊兵衛新田・清庵新田および大原の一部が福田町に分割編入。同日於保村廃止。